# مسرحية الإنسان والسوبرمان
الانسان وسوبرمان هي مسرحية درامية من أربعة فصول كتبها جورج برنارد شو في عام 1903، استجابةً لدعوة لكتابة مسرحية مستوحاة من موضوع دون جوان. تم عرض الانسان وسوبرمان لأول مرة في مسرح رويال كورت بلندن في 21 مايو 1905 كمسرحية من أربعة فصول من إنتاج جمعية المسرح، ثم قام بإنتاجها جون يوجين فيدرين وهارلي غرانفيل-باركر في 23 مايو، بدون الفصل الثالث ("دون جوان في الجحيم"). تم تقديم جزء من الفصل الثالث (المشهد 2) عندما تم عرض المسرحية في 4 يونيو 1907 في رويال كورت. لم تُعرض المسرحية كاملة حتى عام 1915، عندما قدمتها فرقة الريبرتوار المتنقل في مسرح لياسيوم، إدنبرة.
ترجمت مسرحية رجل و سوبرمان للغة العربية من طرف الكاتب محمد فكري انور ونشرتها الهيئة المصرية العامة للكتاب سنة 2004.

## قائمة الشخصيات
- هيكتور مالون الأب: رجل مسن، عمل بجد طوال حياته ليحقق مكانة اجتماعية عالية يفتخر بها الآن.
- آن وايتفيلد: شابة رشيقة وغامضة إلى حد ما. تقابل شخصية دونا آنا في أسطورة دون جوان (في الفصل الثالث، يصف شو شخصية "دونا آنا دي أولويا" بأنها "جميلة جدًا لدرجة أنه في البريق الذي أضاء هالتها الصفراء الباهتة فجأة، قد يظن المرء أنها آن وايتفيلد").
- هنري ستراكر: سائق بلكنة كوكني (يمثل ليبوريلو من أوبرا موزارت).
- جون تانر: يُعرف أيضًا باسم "جاك تانر"، رجل مثقف وبليغ يأخذ كل شيء بجدية، بما في ذلك نفسه؛ "مفجر سياسي وعازب مؤكد".[4] يُقال إنه من نسل دون جوان، ويمثل النسخة الحديثة لشخصية دون جوان (في الفصل الثالث، يلاحظ شو تشابه دون جوان مع تانر: "بالإضافة إلى ذلك، في اللحظة التي رفع فيها وجهه، الذي كان مخفيًا بحافة قبعته، كان هناك تشابه غريب مع تانر. وجه أكثر دقة وأناقة وجمالًا، أبهت وبرودًا، من دون اندفاع تانر الساذج وحماسته، ومن دون لمسة ابتذاله البرجوازي الحديث، لكنه لا يزال هناك شبه، بل هوية"). والاسم ذاته "جون تانر" هو تحويل أنجليزي للاسم الإسباني "خوان تينوريو"، وهو الاسم الكامل لدون جوان.[5]
- فيوليت روبنسون: أخت أوكتافيوس روبنسون، تزوجت سرًا من هيكتور مالون الابن.
- السيدة وايتفيلد: والدة آن، أرملة السيد وايتفيلد.
- سوزان رامسدن: أخت روباك رامسدن العزباء.
- هيكتور مالون الابن: رجل أمريكي تزوج في السر من فيوليت روبنسون.
- أوكتافيوس روبنسون: شاب لطيف مغرم بآن وايتفيلد. شقيق فيوليت روبنسون. يمثل "دون أوتافيو" في أسطورة دون جوان.
- روباك رامسدن: مصلح اجتماعي مسن وصديق للسيد وايتفيلد الراحل. يقابل تمثال الأب في أسطورة دون جوان، وهو تمثيل لروح دون غونزالو، والد دونا آنا (في الفصل الثالث، يكتب شو عن التمثال: "صوته، باستثناء نبرة أكثر تميزًا، يشبه صوت روباك رامسدن").
- مندوزا: فوضوي يتعاون مع تانر. مندوزا هو "رئيس رابطة سييرا"، يصف نفسه بأنه لص ويهودي. يقابل في تصوّر شو شخصية الشيطان في أسطورة دون جوان (يكتب شو عن "الشيطان" في الفصل الثالث: "تبدأ هالة قرمزية بالتوهج؛ ويخرج منها الشيطان، مفيستوفيلي الطابع، ويشبه مندوزا إلى حد ما، وإن لم يكن مثيرًا مثله").

## التفسير والعروض

### مسرحية دون جوان
غالبًا ما يتم حذف الفصل الثالث الطويل من المسرحية، والذي يظهر فيه دون جوان نفسه في محادثة مع عدة شخصيات في الجحيم. يلاحظ تشارلز أ. بيرست عن الفصل الثالث:
من المفارقات أن الفصل يعتبر دخيلًا ومحوريًا في الدراما التي تحيط به. يمكن الاستغناء عنه، وعادة ما يتم ذلك، على أساس أنه طويل جدًا بحيث لا يمكن تضمينه في مسرحية كاملة بالفعل. والأهم من ذلك، أنه في بعض الجوانب يعد استطرادًا، ويعمل بأسلوب مختلف عن بقية المادة، ويؤخر الحبكة القصصية المتقنة المباشرة، والكثير من موضوعه متضمن بالفعل في بقية المسرحية. المسرحية تؤدى بشكل جيد بدونه.
يتكون دون جوان في الجحيم من نقاش فلسفي بين دون جوان (يلعبه نفس الممثل الذي يلعب دور جاك تانر)، والشيطان، مع دونا آنا (آن) وتمثال دون جونزالو، والد آنا (روبوك رامسدن) يراقبان. غالبًا ما يتم عرض هذا الفصل الثالث بشكل منفصل كمسرحية قائمة بذاتها، وأشهرها خلال الخمسينيات من القرن الماضي في إنتاج مسرحي شارك فيه شارل بواييه في دور دون جوان، وتشارلز لوتون في دور الشيطان، وسيدريك هاردويك في دور القائد وأغنيس مورهيد في دور دونا آنا. كما تم إصدار هذه النسخة كألبوم كلمة منطوقة على أسطوانة إل بي، لكنها لم تظهر بعد على قرص مضغوط. في 1974-1975، قام كورت كازنار، وميرنا لوي، وإدوارد مولهار وريكاردو مونتلبان بجولة في جميع أنحاء البلاد في إعادة إنتاج جون هاوسمان، حيث لعبوا في 158 مدينة في ستة أشهر.

### الأفكار
على الرغم من أنه يمكن أداء الإنسان والسوبرمان كـكوميديا الأخلاق خفيفة، إلا أن شو قصد أن تكون الدراما شيئًا أعمق بكثير، كما يوحي العنوان، الذي يأتي من أفكار فريدريك نيتشه الفلسفية حول "Übermensch" (على الرغم من أن شو ينأى بنفسه عن نيتشه من خلال وضع الفيلسوف في نهاية قائمة طويلة من التأثيرات). كما يلاحظ شو في "رسالته الإهدائية" (إهداء للناقد المسرحي آرثر بينغهام ووكي)، فقد كتب المسرحية "ذريعة للدعاية لآرائنا في الحياة". تتمحور الحبكة حول جون تانر، مؤلف "كتيب الثوري ورفيقه الجيبي"، الذي نُشر مع المسرحية كملحق من 58 صفحة. في كل من المسرحية و"الكتيب"، يأخذ شو موضوع نيتشه القائل بأن البشرية تتطور، من خلال الاصطفاء الطبيعي، نحو "السوبرمان" ويطور الحجة ليشير إلى أن المحرك الرئيسي في الانتقاء هو المرأة: تبذل آن وايتفيلد جهودًا مستمرة لإغراء تانر للزواج منها لكنه يظل عازبًا. كما يقول شو نفسه: "لقد غير دون جوان جنسه وأصبح دونا خوانا، خارجًا من بيت الدمية ومؤكدًا على نفسها كفرد". وهذا انعكاس صريح ومقصود لمسرحية تيرسو دي مولينا مخادع إشبيلية والضيف الحجري، المعروفة على نطاق أوسع كمصدر لـدون جيوفاني لـدا بونتي؛ هنا آن، التي تمثل دونا آنا، هي المفترسة - "دون جوان هو الفريسة بدلاً من الصياد"، كما يلاحظ شو.
يُشار إلى آن باسم "قوة الحياة" وتمثل وجهة نظر شو القائلة بأنه في كل ثقافة، النساء هن اللواتي يجبرن الرجال على الزواج منهن بدلاً من أن يأخذ الرجال زمام المبادرة. تقترح سالي بيترز فوجت: "من الناحية الموضوعية، تصبح أسطورة دون جوان المتغيرة بيئة مواتية لـالتطور الإبداعي"، وأن "الأسطورة ... تصبح في الإنسان والسوبرمان الوسيلة التي ينقل بها شو فلسفته الكونية".

### الإنتاجات
- في عام 1905، أنتج مسرح هدسون المسرحية لـ 192 عرضًا. من إنتاج تشارلز ديلينجهام.
- في عام 1917، أنتج مسرح آبي المسرحية لـ 7 عروض. أخرج الإنتاج ج. أوغسطس كيو.[15]
- في عام 1925، أنتج مسرح آبي المسرحية لسبعة عروض. أخرج الإنتاج مايكل ج. دولان.[16]
- في عام 1927، أنتج مسرح آبي المسرحية لسبعة عروض. أخرج الإنتاج لينوكس روبنسون.[17]
- في عام 1946، بث البرنامج الثالث لهيئة الإذاعة البريطانية المسرحية بأكملها عبر الأثير لأول مرة. أخرج الإنتاج بيتر واتس. وقام ببطولته جون جارسايد، وليونارد ساكس، وسيباستيان شو، وجريزلدا هيرفي وآخرون.[18]
- في عام 1968، قامت البي بي سي بتكييف المسرحية للتلفزيون كـمسرحية الشهر  [لغات أخرى]‏. لم يتبق سوى مقطع قصير من هذه المسرحية.
- في 1977-1978، أنتجت شركة شكسبير الملكية المسرحية في مسرح سافوي في لندن.[19]
- في عام 1981، قدم المسرح الملكي الوطني في لندن إنتاجًا، تضمن فصل "دون جوان في الجحيم"، من إخراج كريستوفر موراهان وبطولة دانيال ماسي في دور جاك تانر وبينيلوب ويلتون في دور آن وايتفيلد.[20]
- في عام 1982، أخرج المخرج ديفيد ويلر إنتاجًا في مسرح تشارلز في بوسطن، من بطولة ريتشارد جوردان وديان سالينجر. خلال البروفات، تم تقليص المسرحية تدريجيًا إلى مدة ثلاث ساعات، لكن تسلسل "دون جوان في الجحيم" نجا سليماً.[21]
- في عام 1982، تم بث نسخة تلفزيونية من بطولة بيتر أوتول في دور البطولة وباري مورس في دور الشيطان لأول مرة في المملكة المتحدة.[22]
- في عام 1990، قدمت ساوث كوست ريبيرتوري في كوستا ميسا، كاليفورنيا إنتاجًا تضمن فصل "دون جوان في الجحيم"، من إخراج مارتن بنسون وبطولة جون دي لانسي في دور جاك تانر وزوجته مارني موسيمان في دور آن وايتفيلد.[23]
- في عام 1996، احتفالًا بالذكرى الخمسين لـراديو بي بي سي 3، أخرج السير بيتر هول إنتاجًا صوتيًا مع رالف فاينس في دور جاك تانر، وجودي دينش في دور السيدة وايتفيلد، وجون وود في دور مندوزا، وجولييت ستيفنسون في دور آن وايتفيلد، ونيكولاس لو بريفوست في دور أوكتافيوس روبنسون وجاك دافنبورت في دور هيكتور مالون.
- في عام 2012، قدم المسرح الأيرلندي ريبيرتوري ومجموعة جينجولد المسرحية إحياءً من إخراج وتكييف ديفيد ستالر وبطولة ماكس جوردون مور في دور جاك تانر.[24]
- في عام 2015، قدم المسرح الملكي الوطني في لندن إنتاجًا، تضمن فصل "دون جوان في الجحيم"، من إخراج سيمون جودوين وبطولة رالف فاينس في دور جاك تانر وأنديرا فارما في دور آن وايتفيلد.[25]
- في عام 2019، قدم مهرجان شو الكندي الإنتاج الكامل مع مارثا بيرنز في دور مندوزا/الشيطان، وجراي باول في دور جاك تانر وسارة توبهام في دور آن.[26]

## روابط خارجية
مسرحية الإنسان والسوبرمان على موقع الموسوعة البريطانية (الإنجليزية)

- الإنسان والسوبرمان، نسخة صوتية من المسرحية.
- الإنسان والسوبرمان، نسخة رقمية من الطبعة الأولى من أرشيف الإنترنت.
- مراجعة وصور ومعلومات أخرى
- قراءة على الإنترنت في مشروع جوتنبرج
- " كتيب الثوري ورفيقه الجيبي"، ملحق لـ الإنسان والسوبرمان (صور الصفحات)
- "راديو الزمن القديم". تنزيلات MP3 لأداء عام 1950.